# Bridget Wishart
Bridget Wishart (Plymouth, 25 febbraio 1962) è una cantante inglese.
È probabilmente più famosa per la sua collaborazione con la space rock band Hawkwind.
Dal 2007 collabora con gli Spirits Burning, collettivo musicale guidato da Don Falcone che ospita numerosi membri ed ex-membri di Blue Öyster Cult e Hawkwind.

## Discografia

### Con gli Hawkwind
- 1990 - "Space Bandits"
- 1991 - "Palace Springs"

### Con gli Spirits Burning
- 2008: "Alien Injection"
- 2008: "Earth Born" (a nome Spirits Burning & Bridget Wishart)
- 2009: "Bloodlines" (a nome Burning & Bridget Wishart)
- 2010: "Crazy Fluid"
- 2011: "Behold The Action Man"
- 2013: "Healthy Music In Large Doses" (a nome Spirits Burning & Clearlight)
- 2014: "Make Believe It Real" (a nome Spirits Burning & Bridget Wishart)
- 2015: "Starhawk"
- 2016: "The Roadmap In Your Head" (a nome Spirits Burning & Clearlight)
- 2018: "An Alien Heat" (a nome Spirits Burning & Michael Moorcock)